# Sovrani del regno del Dyfed
Lista dei regni del regno medioevale del Dyfed (area del Galles orientale), nato poco dopo la metà del IV secolo, occupando all'inizio un'area più o meno corrispondente all'odierno Pembrokeshire.
Nel corso della sua storia cambiò spesso nome e dimensioni: Brycheiniog, Rhainwg, Seisyllwg, Ceredigion e infine Deheubarth.
- Anwn (nato circa 357)
- Ednyfed (nato circa 373)
- Gloitgwyn
- Clotri (nato circa 405)
- Triffyn Farfog (nato circa 385)
- Aergol Lawhir (nato c. 437)
- Gwrthefyr (circa 475 - 540)
- Arthwyr (nato circa 585)
- Cloten (nato circa 630)
- Rhain ap Cadwgan (nato circa 690)
- Tewdos (nato circa 710)
- Owain (circa 771 - 811)
- Hyfaidd (circa 815 - 893)

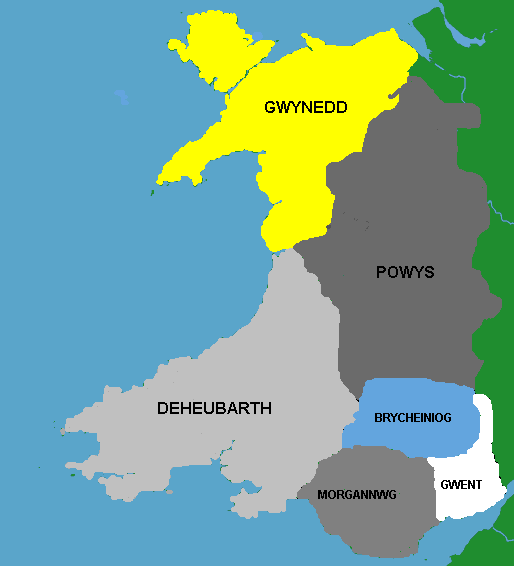
Regni medioevali del Galles

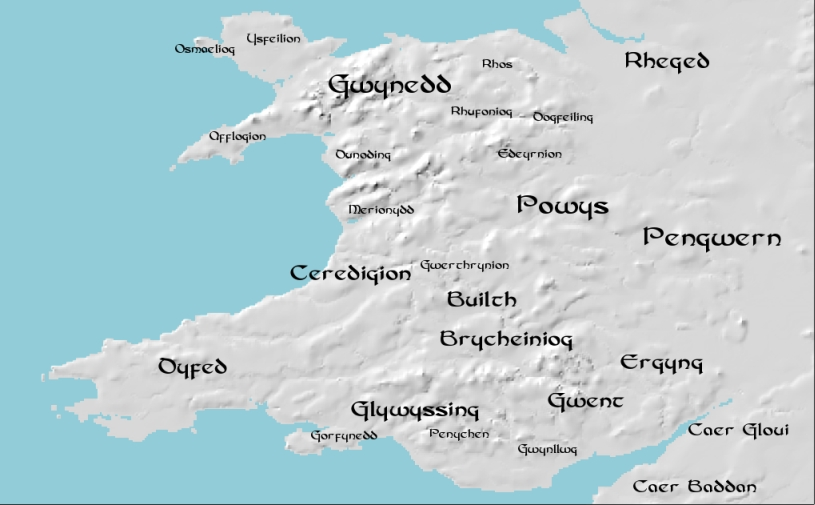
Galles nel V secolo

- Llywarch ap Hyfaidd (circa 893-904)
- Rhodri (circa 845 - 905)
- Hywel Dda (circa 905-909)